# 黑神
《黑神》是由林達永原作，朴晟佑作畫的日本漫畫。於《YOUNG GANGAN》（SQUARE ENIX）2004年創刊号到2012年13号期間連載。單行本全19卷。改編電視動畫於2009年1月8日至6月18日期間播放，全23話。

## 故事簡介
地球上所有的法則都是由被稱為「共存均衡」的巨大力量所支配著，而「元神靈」是擁有超越人類能力並守護著這個均衡的存在。擁有相同外表和共同命運的三個靈魂所組成的「三位一體」，等待在他們面前的，是殘酷而壯烈的戰鬥……。

## 登場人物

### 主要人物
小黑（聲：下屋則子）
本作女主角。原名為獅子神黑，上位元神靈，是獅子神族的巫女。外表是個漂亮的女孩子，內心堅強平常表露樂天。
所擁有的超越技為「滅牙得救世（メガエグゼ）」、「犠我得救世（ギガエグゼ）」、「能量得救世（テラエグゼ）」。
以自己的左臂與慶太締結契約，在動畫版中是心臟。
因為住在靈界所以不懂世事，是個超級天然呆女孩，很容易被人騙。
有著很大的食量，曾因為偷吃超市的香蕉而被關進拘留所（後來自行脫逃）。
可以用拳頭發揮強大的力量進行攻擊，雖然方法簡單，但是威力十足。
其哥哥（獅子神黎真）殺死了全族的人，並只留下她及耶雲（黎真的大弟子）。為了報仇並殺掉哥哥而到處流浪。
後來為了不讓真神的詛咒影響人類而把自己封印在清淨之地。
在動畫版中因為與慶太長期相處並與慶太相愛，而在離開慶太時大哭。
將自己封印在清淨之地後，是在清淨之地裡的第一次也是最一次與慶太同步，得知慶太過得很好，自從那次離開慶太之後，慶太一直都沒有忘記她，慶太向她表示已經可以了，放下這個重擔吧，最後慶太和她道謝後，安祥的離開人世，小黑最後內心話：慶太，謝謝你，一路好走，我的契約者。
伊吹慶太（聲：浪川大輔）
男主角。似乎是未滿二十的年輕人，不過卻可以隨意喝酒（日本法律規定要20歲以上才能喝酒）。與朋友正在合夥製作電腦遊戲，負責腳本製作，專案負責人。
在動畫版中為獨居的普通高中生，因為母親過世，而一直逃避人群和與人相處，直到遇到小黑後才重新開始面對自己的命運。
稍稍有些頑固和粗暴，不過還是個很溫柔的人。
認為只有C罩杯以上的女人才是女人。
母親為永嶺麻季，因為有著和比瑢的契約者七瀨忍相同外表，而在遇見忍後被忍開車撞死。忍在琉球也試圖殺害慶太。祖父為永嶺隆人（聲： 西村知道）。
由於被謎樣男子襲擊而失去左臂，不得不與小黑的左臂進行交換並締結契約。在動畫版中則是慶太在瀕死的時候，小黑與慶太交換心臟。
但是本身並非為主根源者，而為填補者，容量不夠大，所以與小黑締結契約後，處於戰鬥之中時會耗損的更大。
在動畫版中雖然真心與小黑相愛（動畫第二十二話），但一直到小黑離去都沒向小黑表白。在小黑離開後與茜結婚，擁有各一個孫子和孫女，已老的慶太在死前的最一次與小黑同步，與小黑對話，向小黑表達他將帶走所有真神的詛咒，表示小黑一直以來的重擔該放下了，還有向小黑表示他的人生過的很幸福，最後對小黑表達感謝後安祥的離開人世。
普尼普尼（聲：冬馬由美）
台灣版漫畫翻成阿肥。和小黑一起行動的小狗。食量很大。
在動畫版結尾（動畫第二十二話）小黑告別慶太後，跟隨著小黑一同離去。
佐野茜（聲：大原沙耶香）
慶太的青梅竹馬，現在是在銀行工作的社會人士。慶太一般稱呼其為茜姐，擅長料理。
對什麼樣的人都能寬容以待，雖然對突然出現的身為元神靈的小黑感到有些不知所措，但仍然和善地對待她。
總是將慶太放在心上，喜歡慶太，非常照顧他。因為年紀大所以一直想嫁給慶太。
酒量極差，但是一旦喝了一杯就會不停地喝下去。
和魁音寺雪擁有相同的外表，為根源者，與獅子神黎真締結契約。
最後如願的與慶太結婚，擁有各一個孫子和孫女。
揶雲（聲：野島裕史）
獅子神一族的上位元神靈，為獅子神黎真的大弟子。
很尊敬小黑，稱其為大小姐（お姫様）。
契約者為小暮里央奈，其超越技為「極限衝擊」。
在動畫版結尾（動畫第二十二話）與里央奈告別後，追隨小黑一同回去清淨之地。
小暮里央奈（聲：伊藤靜）
揶雲的契約者。
本為主根源的實驗體，其後逃離魅音寺的設施，偶遇揶雲並和其訂立契約。
愛克塞爾（聲：田村由香里）
屬於歐洲元神靈TNO（The Noble One）的少女，也是修達納的契約者。
外表是10歲的女孩，但實際年齡更大（動畫第二十四話中在愛克塞爾對修達納的談話可知其年齡是100歲），受契約影響而生長速度減緩。
因為弟弟與領地無故被擁有野心的元神靈殺死與破壞，才與修達納締結契約並報仇。
有能夠感知「容量」能力，可以察知相隔遙遠的元神靈的動向。
Thousands的持有者，其中一個送給慶太，另外一個用於製作方陣壁障。
其方陣壁障（ヘキサ・ウォール）十分強大，以獅子神黎真的力量也難以攻破。
修達納（聲：中田讓治）
屬於歐洲元神靈聯合組織TNO（The Noble One）的上位元神靈，與愛克塞爾締結契約。日耳曼·哈伊·卡溫希魯（German High Council）一族出身。
其超越技為「STAMPEDE（スタンピード）」，可製作四名和本體力量相同的分身。
戰鬥能力是在元神靈中也屬於極強的。
由於收到了有異常容量流動的報告而到東京來進行調查。
在沖繩的聖域裡，為了阻止獅子神黎真破壞靈石，與獅子神黎真大戰一場，最終還是敵不過獅子神黎真，敗給了獅子神黎真，利用分身救走愛克塞爾後，與獅子神黎真對話完後死去。
北條水華魅（聲：甲斐田裕子）
銀虎一族的上位元神靈。
其超越技為「煉攻武神（れんこうぶしん）」。
契約者為北条慎吾。在慎吾死亡之後跟愛克塞爾締結契約。
娜姆（聲：尤加奈）
來自韓國的元神靈，主要負責記錄有關元神靈一切的歷史而在世界各地奔走。
不知為何的喜歡吃棒狀類型的食物，如小黃瓜或香蕉或餅乾棒等等。
因為僅負責記錄歷史，所以不會胡亂投入戰鬥之中。

### 獅子神一族、魁音寺財團相關人物
魁音寺雪（聲：雪野五月）
魁音寺財團的大小姐,為魁音寺財團的首席營運官。
其他兄弟姊妹均為主根源，共同統領著魁音寺財團。
渴望成為獅子神黎真的契約者。
和佐野茜擁有相同的外表，為填補者。
在要逃離蔵木大地的魔掌時，搭乘中的直升機突然失靈而墜落海裡，因此魁音寺雪不幸身亡。
獅子神黎真（聲：小西克幸）
獅子神一族的上位元神靈，小黑的兄長。
表面上為了創造只有元神靈和主根源的世界，而殺害獅子神一族的所有元神靈，包括自己的母親，其實是為了保護小黑以及防止真神的復甦。
愛克塞爾曾說他的容量是最狂野（強）的，在沒有同化及契約者的情況下仍可發揮超強戰鬥力，所擁有的超越技為「千尋獅吼」、「超尋獅吼」，契約者為佐野茜。
現在已經混入魁音寺財團，以培養主根源及下位元神靈。
在動畫版結局為了阻止真神，因而用盡容量力竭而亡。
比瑢（聲：濱田賢二）
獅子神一族的上位元神靈，為黎真的部下。
其超越技為「魔流闘雫（まりゅうとうだ）」，擁有操控液體的力量。
曾遭獅子神一族的流放，其罪名為利用人類做和容量有關的實驗。
契約者為七瀨忍。
七瀨忍（聲：冬馬由美）
比瑢的契約者，為負根源者。
在遇見永嶺麻季（慶太之母）後成為主根源。
於漫畫第八話（動畫第十話）指出自己其實是填補者。
在遇見麻季後害怕因被三位一體系統消滅，而駕車殺害身為根源者的麻季（伊吹慶太起初以為是意外），並成為負根源者。
其力量比一般主根源大，可以吸收他人的容量。在漫畫中提到負根源者必須不斷吸收別人的容量以維持存在。
在比瑢被小黑打敗後，體內的所有容量大量外流後死去。
蔵木大地（聲：日野聰）
獅子神黎真的部下，原本身分是澤村瞬，是伊吹慶太的同班同學，在校曾受慶太的幫助，因聽慶太說起慶太母親去世的情形，而開始調查三位一體。
具有很高的智商和優秀的才能，因為想調查三位一體的因素，而成功侵入魁音寺財團的電腦系統而受黎真賞識，並提拔進魁音寺財團，因為無法離開魁音寺財團，以免造成混亂，正在想解決對策時，恰巧與澤村有相同面貌的，原本叫蔵木大地的填補者突然跳下火車自殺，因此澤村才得以與蔵木大地互換身分，原本的蔵木大地則以澤村的身分死去。
暗地裡不滿黎真的行為。
雷呀的契約者。
是個野心陰謀者，在黎真經歷兩次大戰後，並趁黎真破壞掉沖繩的靈石時，與雷呀同步使用超越技偷襲打敗已負傷的黎真，之後黎真被崩毀的靈石和巨大容量相互碰撞所產生的蟲洞吞噬而暫時失去蹤跡，那之後蔵木大地利用佐野茜威脅魁音寺雪，企圖掌控魁音四集團。
最終還是被慶太擊破野心，徹底地被慶太拒絕與他一同管理命運（三位一體）。
雷呀（聲：宮下榮治）
隸屬於位於沖繩的緋馬一族的上位元神靈，其超越技為「烈焰魔劍」，契約者為蔵木大地。
暗地裡不滿獅子神黎真的行為，同意蔵木大地的做法。
於動畫版第十話吸收了比瑢強大的容量，並於第十一話為取得聖域鑰匙而殺掉卡庫瑪。在第十六話被小黑打敗。
森羅
獅子神一族的上位元神靈，原為黎真的部下，在蔵木大地掌控魁音集團後，被安排與主根源者締結契約。
朧鬼
蔵木大地掌控魁音集團後，並安排與主根源者締結契約的上位元神靈之一，其超越技為「無限破壞」。

### 歐洲元神靈聯合組織（The Noble One）
貝爾赫德（聲：加瀨康之）
屬於歐洲元神靈聯合組織TNO（The Noble One）的上位元神靈。日爾曼·哈伊·卡溫希魯（German High Council）一族出身，修達納的好友。
很重義氣，其超越技為「群魔亂舞」。

### 其他元神靈
卡庫瑪（聲：喜多村英梨）
緋馬一族的元神靈，居住於沖縄。
其超越技為「麟光瞬麒（りんこうしゅんき）」。擅長速度型攻擊。
七年前整個緋馬一族遭獅子神黎真的部下殺掉，和雙胞胎妹妹馬卡娜一起存活下來。
現在和馬卡娜一起守護聖城及靈石。
其血液為緋馬一族聖城的結界的鑰匙。
在動畫版第十一話被雷呀殺掉。
馬卡娜（Makana，聲：仙台惠理）
緋馬一族的元神靈，居住於沖縄。
七年前整個緋馬一族遭獅子神黎真的部下殺掉，和雙胞胎哥哥馬卡娜一起存活下來。
現在和卡庫瑪一起守護聖城及靈石。
擅長速度型攻擊。
阿邏宜
銀虎一族的元神靈，覬覦真神的力量，而來到清淨之地，其超越技為「獸魔裝」，契約者為宙，最終被小黑擊敗。
天麻
覬覦真神的力量的元神靈之一，其超越技為「繚亂有像」，契約者為琥珀，最終被小黑殺死。

### 元神靈相關人物
本條慎吾（聲：平松廣和）
北條水華魅的契約者及戀人。本身為填補者，容量比不過主根源者，在戰鬥中耗損生命極大，十年消耗導致須靠藥物維持生命。在水華魅與小黑的戰鬥中容量耗盡死亡，死亡時三十歲。
宙
阿邏宜的契約者，持有的Thousands是具有「大地審判」的能力。
琥珀
天麻的契約者。

## 用語
元神靈
超越人類的存在，擁有強大的力量。監視並保持著「容量（テラ）」的平衡。
分為許多部族，例如：獅子神一族、銀虎一族等，各居住於不同的聖城。
超越技
上位元神靈獨有的特殊能力，也是必殺技。
每名上位元神靈均有獨特的超越技，性質、名字也有所不同。
同步
由上位元神靈和契約者實施。會使該元神靈的能力大幅上升，同時對契約者的負荷也極大。
聖城
上位元神靈居往之處及靈石之所在地。由於被結界包圍，一般人難以進入。
三位一體
以一名「根源者（ルート）」及二名「填補者（サブ）」組成的系統。
三人分享著相同的命運及有著相同的外表。
當二名填補者相遇，彼此皆會因各種意外而死。
剩下的根源者則會吸收二人的容量，成為「主根源（マスタールート）」並擁有極佳的運氣。
倘若其中一名填補者殺害根源者，其則會成為「負根源者」（例：七瀨忍），擁有比主根源更強大的力量。
Thousands
為遠古時代的遺物，每一個Thousand皆擁有不同能力，可以發揮契約者的力量。
外表是銀灰色的指環，上面鑲嵌著紅寶石。
實際上不止只有一個，愛克塞爾本人也持有另一個Thousand，具有製作方形壁障的能力。
愛克塞爾送給慶太的戒指則具有「超新星儀（ノヴァスフィア）」的能力。
則被選上能與真神對抗的主根源者佐野茜的則是具有「菫青深淵」的能力。
歐洲元神靈聯合組織
愛克塞爾等人所在的組織，聯合眾多的上位元神靈。
勢力強大，管理歐洲、中亞洲及部份非洲的元神靈。
主要部族有：日爾曼·哈伊·卡溫希魯一族（German High-Council）、羅馬一族（Roman Cognate）、諾曼第·瑪積斯·卡溫希魯一族（Norman Majestic Council）及凱爾特聯盟（The Celt Alliance）。

### 動畫原創設定
容量循環
擁有最密切牽絆的伊吹慶太和小黑所產生出的新力量。在一般情況下，容量是由契約者單方向流向元神靈。然而在容量循環中，容量是由元神靈流向契約者。如此一來作為輔助的慶太將不會因為容量乾涸而死，而小黑也能運用比以前更大的容量，而施放出新超越技「犠我得救世」。
真神（聲：四宮豪（男、老爺爺）、鍋井真紀子（女、老奶奶、老婦人、兒童））
在很久以前，真神作為三位一體的神而誕生。在數百年前，真神被獅子神一族的靈王石與世界上其他的靈石封印。在被打倒的時候，被獅子神一族打倒的真神將人類變成三位一體。是引起整個故事的元凶。
小黑是真神的轉世。

## 出版書籍
| 冊數 | SQUARE ENIX    | SQUARE ENIX            | 大元 C.I.      | 大元 C.I.              | 青文出版社    | 青文出版社             |
| 冊數 | 『』           | 『』                   | 《흑신》       | 《흑신》               | 《黑神》      | 《黑神》               |
| 冊數 | 發售日期       | ISBN                   | 發售日期       | ISBN                   | 發售日期      | ISBN                   |
| ---- | -------------- | ---------------------- | -------------- | ---------------------- | ------------- | ---------------------- |
| 1    | 2005年5月25日  | ISBN 978-4-7575-1443-0 | 2005年6月30日  | ISBN 978-895-289-553-0 | 2006年11月1日 | ISBN 978-986-156-751-8 |
| 2    | 2005年9月24日  | ISBN 978-4-7575-1528-4 | 2005年9月30日  | ISBN 978-895-963-151-3 | 2007年1月15日 | ISBN 978-986-156-813-3 |
| 3    | 2006年3月25日  | ISBN 978-4-7575-1644-1 | 2006年3月28日  | ISBN 978-892-524-136-4 | 2007年2月15日 | ISBN 978-986-156-842-3 |
| 4    | 2006年7月25日  | ISBN 978-4-7575-1724-0 | 2006年7月31日  | ISBN 978-892-520-137-5 | 2007年3月15日 | ISBN 978-986-156-863-8 |
| 5    | 2007年1月25日  | ISBN 978-4-7575-1913-8 | 2007年2月15日  | ISBN 978-892-520-878-7 | 2007年5月1日  | ISBN 978-986-156-920-8 |
| 6    | 2007年6月25日  | ISBN 978-4-7575-2017-2 | 2007年6月30日  | ISBN 978-892-521-595-2 | 2007年9月1日  | ISBN 978-986-209-086-2 |
| 7    | 2007年12月25日 | ISBN 978-4-7575-2184-1 | 2008年2月1日   | ISBN 978-892-522-223-3 | 2008年2月20日 | ISBN 978-986-209-305-4 |
| 8    | 2008年5月24日  | ISBN 978-4-7575-2279-4 | 2008年7月30日  | ISBN 978-892-522-924-9 | 2008年7月9日  | ISBN 978-986-209-516-4 |
| 9    | 2008年12月22日 | ISBN 978-4-7575-2447-7 | 2009年1月30日  | ISBN 978-892-524-062-6 | 2009年3月16日 | ISBN 978-986-209-803-5 |
| 10   | 2009年2月25日  | ISBN 978-4-7575-2497-2 | 2009年3月30日  | ISBN 978-892-524-327-6 | 2009年5月12日 | ISBN 978-986-209-853-0 |
| 11   | 2009年4月25日  | ISBN 978-4-7575-2546-7 | 2009年7月30日  | ISBN 978-892-524-600-0 | 2009年7月7日  | ISBN 978-986-209-930-8 |
| 12   | 2009年7月25日  | ISBN 978-4-7575-2621-1 | 2009年9月30日  | ISBN 978-892-525-031-1 | 2009年9月24日 | ISBN 978-986-256-000-6 |
| 13   | 2009年12月25日 | ISBN 978-4-7575-2756-0 | 2010年2月26日  | ISBN 978-892-525-717-4 | 2010年3月20日 | ISBN 978-986-256-221-5 |
| 14   | 2010年5月25日  | ISBN 978-4-7575-2857-4 | 2010年7月30日  | ISBN 978-892-526-476-9 | 2010年8月18日 | ISBN 978-986-256-425-7 |
| 15   | 2010年9月25日  | ISBN 978-4-7575-3003-4 | 2010年11月30日 | ISBN 978-892-527-098-2 | 2011年1月21日 | ISBN 978-986-256-636-7 |
| 16   | 2011年2月25日  | ISBN 978-4-7575-3148-2 | 2011年5月30日  | ISBN 978-892-527-923-7 | 2011年5月18日 | ISBN 978-986-256-775-3 |
| 17   | 2011年8月25日  | ISBN 978-4-7575-3343-1 | 2011年10月30日 | ISBN 978-892-528-909-0 | 2012年5月10日 | ISBN 978-986-310-176-5 |
| 18   | 2012年1月25日  | ISBN 978-4-7575-3455-1 | 2012年3月30日  | ISBN 978-892-529-601-2 | 2012年9月16日 | ISBN 978-986-310-339-4 |
| 19   | 2012年8月25日  | ISBN 978-4-7575-3705-7 | 2012年8月30日  | ISBN 978-896-725-479-7 | 2013年5月8日  | ISBN 978-986-310-604-3 |

導讀手冊
- 《黒神 公式ガイドブック》2009年2月25日發售、ISBN 978-4-7575-2504-7（SQUARE ENIX）

## 電視動畫

### 製作人員
- 原作：林達永、朴晟佑
- 導演：小林常夫
- 系列構成：吉田玲子
- 人物設計、總作畫監督：西村博之
- 道具設計：宮本崇
- 美術監督：吉原俊一郎（美峰）
- 美術設定：藤瀬智康（美峰）
- 色彩設計：安部なぎさ
- 攝影監督：和田尚之
- 編輯：内浦良典
- 音響監督：菊田浩巳
- 音樂：石川智久
- 音樂監督：三間雅文
- 音樂製作人：小池克実
- 製作人：佐藤弘幸、湯川淳、杉山登
- 製作：日昇動畫、朝日電視台、萬代影視

### 主題曲
片頭曲
- 「sympathizer」 (第1話〜第12話、第23話)

作詞：栗林美奈實，作曲、編曲：菊田大介，歌：栗林美奈實
- 「tRANCE」 (第13話〜第22話）

作詞：谷山紀章，作曲、編曲：飯塚昌明，歌：GRANRODEO
片尾曲
- 「彩の無い世界」（第1話〜第16話、第22話〜第23話）

作詞：yui，作曲、編曲：橘尭葉，歌：妖精帝國
- 「月光の契り」（第17話〜第21話）

作詞：yui，作曲、編曲：橘尭葉，歌：妖精帝國

### 各話列表
| 話數               | 日文標題 | 中文標題     | 劇本     | 分鏡              | 演出              | 作畫監督                                               | 撥放日期       |
| ------------------ | -------- | ------------ | -------- | ----------------- | ----------------- | ------------------------------------------------------ | -------------- |
| Episode 1          |          | 三位一在     | 吉田玲子 | 小林常夫          | 小林常夫          | 西村博之                                               | 2009年1月8日   |
| Episode 2          |          | 契約         | 吉田玲子 | 小林常夫 西村博之 | 小坂春女          | 吉田大輔、齋藤雅和                                     | 2009年1月15日  |
| Episode 3          |          | 同期         | 吉田玲子 |                   | 左藤洋二          | 中野彰子、門山高月 （畫面構成）                        | 2009年1月22日  |
| Episode 4          |          | 追蹤者       | 浦畑達彦 | サトウシンジ      | 町谷俊輔          | Kwon youn-hee 坂本修司（自行車動作作畫監督）           | 2009年1月29日  |
| Episode 5          |          | 超越技       | 浦畑達彦 | 小島正士          | 山崎健志          | 筧井司                                                 | 2009年2月5日   |
| Episode 6          |          | 補填的契約者 | 浅川美也 | 佐藤卓哉          |                   | 鎌田均、松原一之                                       | 2009年2月12日  |
| Episode 7          |          | 黑的過去     | 吉田玲子 | 桑原智            | 喜多幡徹          | 飯飼一幸、服部憲知                                     | 2009年2月19日  |
| Episode 8          |          | 緋馬一族     | 浦畑達彦 | 小林常夫          | 小坂春女          | 、南伸一郎                                             | 2009年2月26日  |
| Episode 9          |          | 母親的影子   | 吉田玲子 | 小島正士          | 左藤洋二          | Shin hyung-sik Kwon youn-hee                           | 2009年3月5日   |
| Episode 10         |          | 末路         |          |                   | 町谷俊輔          | 土器手司、齋藤雅和                                     | 2009年3月12日  |
| Episode 11         |          | 再會         | 桑原智   | 小野田雄亮        | 貫井司、早宮諺、  | 2009年3月19日                                          |                |
| Episode 12         |          | 激戰         | 浦畑達彦 | 米たにヨシトモ    |                   | Shin hyung-sik Kim dea hum Kwon youn-hee               | 2009年3月26日  |
| 特別篇             |          | Intermission | -        | -                 | -                 | -                                                      | 2009年4月9日   |
| Episode 13         |          | 新世界       | 吉田玲子 | 黒津安明          | 喜多幡徹          | 、松原一之                                             | 2009年4月9日   |
| Episode 14         |          | 突破口       |          | 小島正士          | 小坂春女          | 南伸一郎                                               | 2009年4月16日  |
| Episode 15         |          | 修羅         | 浦畑達彦 |                   | 左藤洋二          | 土器手司、齋藤雅和                                     | 2009年4月23日  |
| Episode 16         |          | 崩壞         | 吉田玲子 |                   | 町谷俊輔          | 相馬満（畫面作畫監督） 鎌田均（原畫作畫監督） 高井浩一 | 2009年4月30日  |
| Episode 17         |          | 真神         | 吉田玲子 | 桑原智            | 友田政晴          | 松井誠                                                 | 2009年5月7日   |
| Episode 18         |          | 異變         | 浅川美也 |                   | 山田弘和          | Kwon youn-hee                                          | 2009年5月14日  |
| Episode 19         |          | 千尋         | 浦畑達彦 | 佐藤卓哉          | 喜多幡徹 江島泰男 | 松原一之、 、鎌田均                                    | 2009年5月21日  |
| Episode 20         |          | 醒覺         | 吉田玲子 | 大畑晃一          | 町谷俊輔          | 青木真理子                                             | 2009年5月28日  |
| Episode 21         |          | 神變         | 浦畑達彦 |                   |                   | Kwon youn-hee 、鎌田均                                 | 2009年6月4日   |
| Episode 22         |          | 命運         | 吉田玲子 | 小林常夫          | 友田政晴          | 西村博之、鹿間貴裕                                     | 2009年6月11日  |
| Episode 23         |          | 道路         | 吉田玲子 | 小林常夫          | 左藤洋二          | 、齋藤雅和、南伸一郎                                   | 2009年6月18日  |
| 外傳（電視未播放） |          | 虎與翼       |          | 小林常夫          | 左藤洋二          | 西村博之                                               | 2009年12月22日 |

### 播放電視台
日本深夜動畫：下文記載的日本国内播放時間使用日本標準時間（UTC+9）表示。因為部分時間标识會採用30小时制，因此請留意这类超过24:00的时间，其實際播放時間為翌日清晨。
| 播放地區   | 播放電視台     | 播放日期                | 播放時間（UTC+9）    | 所屬聯播網 | 備註   |
| ---------- | -------------- | ----------------------- | -------------------- | ---------- | ------ |
| 關東廣域圈 | 朝日電視台     | 2009年1月8日 - 6月18日  | 星期四 26:40 - 27:10 | 朝日電視網 |        |
| 中京廣域圈 | 名古屋電視台   | 2009年1月14日 - 6月24日 | 星期三 26:50 - 27:20 | 朝日電視網 |        |
| 日本全國   | BIGLOBE Stream | 2009年1月15日 - 6月25日 | 星期四 10:00 更新    | 網路電視   |        |
| 北海道     | 北海道電視台   | 2009年1月18日 - 6月28日 | 星期日 27:15 - 27:45 | 朝日電視網 |        |
| 近畿廣域圈 | 朝日放送       | 2009年1月19日 - 6月29日 | 星期一 26:26 - 26:56 | 朝日電視網 |        |
| 福岡縣     | 九州朝日放送   | 2009年1月22日 - 7月2日  | 星期四 27:10 - 27:40 | 朝日電視網 |        |
| 日本全國   | AT-X           | 2009年5月1日 - 10月9日  | 星期五 8:30 - 9:00   | 衛星電視   | 有重播 |